# Diokéli
Diokéli è un comune rurale del Mali facente parte del circondario di Bafoulabé, nella regione di Kayes.